# Carlos Cuéllar
Carlos Javier Cuéllar Jiménez (Madrid, 23 augustus 1981) is een Spaans voetballer. Hij tekende verruilde in augustus 2015 Norwich City voor UD Almería.

## Clubvoetbal
Cuéllar begon zijn loopbaan als profvoetballer in het seizoen 2000/2001 bij CD Calahorra in de Tercera División. Vervolgens speelde hij in Spanje voor CD Numancia (2001-2003) en CA Osasuna (2003-2007). Met CA Osasuna behaalde Cuéllar in 2005 een vierde plaats in de eindstand van de Primera División. De club wist zich niet te kwalificatie voor de UEFA Champions League, maar bereikte wel de halve finale van de UEFA Cup in het seizoen 2006/2007. In de kwartfinale maakte Cuéllar in de uitwedstrijd tegen Bayer Leverkusen al in de eerste minuut een doelpunt, wat de snelste goal van deze editie van de UEFA Cup zou zijn.

## Erelijst
| Scottish Cup        | 1x | 2007/08 |
| Scottish League Cup | 1x | 2007/08 |

1 Mariño ·
2 Kaiky ·
3 González ·
4 Baba ·
5 Robertone  ·
6 Lopy ·
7 Ramazani ·
8 Puigmal ·
9 Suárez ·
10 Embarba ·
11 Melero ·
12 Baptistão ·
13 Martínez ·
14 Lázaro ·
15 Akieme ·
17 Pozo ·
18 Pubill ·
19 Arribas ·
20 Centelles ·
21 Chumi ·
22 Montes ·
23 Koné ·
24 Mendes ·
25 Maximiano ·
Coach: Moreno